# Boris Feldman
Boris Feldman (Belo Horizonte, 10 de julho de 1944) é um engenheiro eletricista e mecânico, piloto de automobilismo e jornalista brasileiro.
Boris já foi vice-presidente da Federação Brasileira de Automobilismo. Atualmente, ele é presidente do Veteran Car Club de Minas Gerais.

## Carreira

### Como Jornalista
Boris iniciou sua carreira como jornalista especializado em veículos e automobilismo em 1966, já começando como editor do caderno de Veículos da sucursal mineira do jornal Última Hora (RJ). Posteriormente, atuou como repórter no Diário de Minas (MG).
Foi nessa época também que teve a primeira oportunidade de fazer uma cobertura internacional, comentando a Fórmula 1 na Europa.
Entre 1977 e 1981 trabalhou no setor automobilístico do Jornal de Casa (MG) e do Jornal de Shopping (MG), que pertenciam ao jornal Estado de Minas (MG).
Nos início dos anos 1980, trabalhou como editor do programa AutoPapo na TV Bandeirantes.
De 1982 a novembro de 2014, trabalhou como editor do caderno de Veículos do Jornal Estado de Minas, onde também assinou a coluna Boris Feldman e chegou a editar três cadernos semanais sobre a indústria automotiva.
Em 1988, tornou-se produtor e apresentador do AutoPapo na rádio Alvorada, lá permanecendo até 2004.
Entre 2004 e 2008, atuou como editor do programa Vrum na TV Alterosa.
Foi diretor, produtor e apresentador do programa Vrum, que voltou a ser veiculado pela TV Alterosa e SBT, de março de 2008 a junho de 2015, e apresentador do boletim Auto Papo, transmitido por mais de 40 emissoras de FM de todo o País.
Em 2016, Boris Feldman deu início ao projeto do Portal AutoPapo, que se tornou um dos mais acessados e importantes do setor de mobilidade. 
Em 2024, o canal do YouTube do AutoPapo superou a marca de 1 milhão de inscritos. No mesmo ano, Boris tornou-se colunista do portal CNN Brasil.

### Como Piloto
Participou como piloto de competições de vários rallies e corridas de automóveis. Entre as corridas de carros antigos que participou, é possível citar a Mille-Miglia, na Argentina e Itália, a “London to Brighton”, na Inglaterra, e a Monterey Historic Car Races na Califórnia (EUA).

## Livros publicados
- 2014 - Noiva Mecânica: Crônicas ligeiras sobre rodas (Editora Gutenberg Autêntic).[8] O livro contem ilustrações de Mario Vale

## Prêmios
- 2014 - Eleito como um dos 100 Mais Admirados Jornalistas do Brasil do ano.
- 2015 - Eleito como um dos 100 Mais Admirados Jornalistas do Brasil do ano .
- 2015 - Eleito como um dos 10 dos Mais Admirados Jornalistas da Imprensa Automotiva do ano, em pleitos organizados pelo J&Cia em parceria com a Maxpress.
- 2020 - O programa AutoPapo foi eleito o programa de rádio mais admirado do Brasil.[9]
- 2022 - O programa AutoPapo foi eleito o programa de rádio mais admirado do Brasil.[10]
- 2022 - Colunista mais adminrado do setor automotivo pelo +Admirados da Imprensa Automotiva 2022
- 2022 - Eleito como um dos 5 Mais Admirados Jornalistas da Imprensa Automotiva do ano, em pleitos organizados pelo J&Cia.
- 2025 - Boris Feldman foi eleito jornalista +Admirado da Imprensa Automotiva do ano, em eleição promovida pelo J&Cia.[11]

### Homenagens
Em 2016, em comemoração aos seus 50 anos de carreira jornalística, Boris foi homenageado virando personagem de gibi, estrelando a história em quadrinhos Boris Feldman: 50 anos no rastro da notícia.